# Konrad Stephanus
Konrad Stephanus (* 14. Dezember 1907 in Ortelsburg, Ostpreußen; † 10. Mai 1987 in Wiesbaden) war ein deutscher Oberst im Generalstab der Wehrmacht und Brigadegeneral des Heeres der Bundeswehr. Von 1958 bis 1965 war er Kommandeur der Schule für Nachrichtenwesen der Bundeswehr.

## Leben

### 1907–1939
Stephanus wurde in Ostpreußen als Sohn des gleichnamigen Offiziers und späteren Generalleutnants der Wehrmacht Konrad Stephanus (1880–1961) geboren. Er trat am 22. April 1927 beim Infanterie-Regiment 17 in Braunschweig in die Reichswehr ein und wurde Infanterieoffizier. Drei Jahre war er im Goslarer III. Bataillon des 17. Infanterie-Regiments mit Sitz in Braunschweig. Er war Zugführer, Bataillonsadjutant und Kompanieführer. Am 1. April 1931 wurde er zum Leutnant ernannt. 1936 bis 1937 diente er im Stab der 31. Division.
Von Oktober 1937 bis August 1939 absolvierte er die Kriegsakademie in Berlin.

### 1939–1945
Mit Beginn des Zweiten Weltkrieges diente er als Vierter Generalstabsoffizier (Id), zuständig für Ausbildung, im Stab der 1. Armee unter der Leitung von Generaloberst Erwin von Witzleben im Westen. Im Dezember 1939 wurde er zum Generalstab des Heeres kommandiert und im Juli 1940 dorthin versetzt. Am 25. Oktober 1940 wechselt er, wiederum als Id, zum Armeeoberkommando der 11. Armee unter Generaloberst Eugen von Schobert. Ende November 1941 ernannte ihn dessen Nachfolger General der Infanterie Erich von Manstein zum Leiter des Stabs zur Partisanenbekämpfung auf der Krim. Bereits im Januar 1942 wurde er von dieser Aufgabe wieder entbunden. Im März 1942 wurde er Major und Erster Generalstabsoffizier (Ia) der 50. Infanterie-Division in der Sowjetunion. Mit dieser kämpfte er 1942 auf der Krim und im Kaukasus, 1943 im Kuban-Brückenkopf und 1944 wieder auf der Krim. Nach der Zerschlagung der Division in der Schlacht um die Krim wurde er zeitweilig in die Führerreserve versetzt. Im Juli 1944 versetzte man den Oberstleutnant (seit 1943) in die Abteilung Fremde Heere Ost beim Oberkommando des Heeres, geleitet von Reinhard Gehlen, wo er auf eine Verwendung als Dritter Generalstabsoffizier (Ic, zuständig für Militärisches Nachrichtenwesen) vorbereitet wurde. Im August 1944 wurde er als solcher zur Heeresgruppe Nordukraine (später A und Mitte) versetzt, wo er in Polen und der Tschechoslowakei diente. Kurz vor Kriegsende wurde er noch zum Oberst befördert.

### 1945–1987
Stephanus geriet in amerikanische Kriegsgefangenschaft, wo er im „Camp 42“ in den USA und in Oberursel untergebracht wurde. 1946 trat er, zusammen mit seiner Frau, in die Organisation Gehlen ein, für die er zehn Jahre tätig war. Am 1. April 1956 wurde er in den neu errichteten Bundesnachrichtendienst übernommen. 
Am 13. Juni 1956 wurde Stephanus, zunächst als Angestellter per Handschlag, in die neu gegründete Bundeswehr übernommen. Am 16. Oktober 1956 wurde er zum Oberst ernannt. Seine erste Verwendung war im Militärischen Abschirmdienst (MAD) als Leiter der MAD-Abteilung im Wehrbereich III in Düsseldorf. Von September 1957 bis März 1958 leitete er den Aufbau der Lehrgruppe MAD-Schule in Rengsdorf. Anfang 1958 übernahm er als erster Kommandeur die Schule für Nachrichtenwesen der Bundeswehr und wurde am 5. August 1961 zum Brigadegeneral befördert. Mit Ablauf des März 1965 ging er in den Ruhestand.
Von 1965 bis 1969 war Stephanus Präsident des Verbandes der Reservisten der Deutschen Bundeswehr.

## Auszeichnungen
- rumänischer Militärorden Michael der Tapfere 3. Klasse am 8. Mai 1942
- Deutsches Kreuz in Gold am 4. September 1942
- Großes Bundesverdienstkreuz 1965